# Lucas Di Grassi
Lucas Tucci Di Grassi (São Paulo, 11 de agosto de 1984) é um automobilista brasileiro que atualmente compete na Fórmula E pela equipe Lola Yamaha ABT. Está na categoria desde sua temporada inaugural, em 2014–15, tendo passagens pelas equipes Audi ABT, Venturi e Mahindra. Foi campeão da Fórmula E na temporada 2016-17 com a equipe ABT Schaeffler Audi Sport. Anteriormente, o piloto competiu na Fórmula 1 em 2010 pela equipe Virgin Racing, sendo o 30º brasileiro a correr na categoria. Foi vice-campeão do Campeonato Mundial de Endurance da FIA de 2016 pela Audi. É membro da Mensa Brasil.

## Biografia
Lucas Tucci Di Grassi é natural de São Paulo, sendo filho do empresário Vito Di Grassi e da artista plástica Leila Tucci Di Grassi. Lucas é neto de italianos que imigraram para o Brasil ainda na infância. Ele estudou no Colégio Santa Cruz, cursou Economia na Faculdade IBMEC e fez OPM (Owner/President Management) em Harvard.
Em novembro de 2013, Lucas se casou com a designer Bianca Diniz Caloi, neta do empresário Abílio Diniz e trineta do fundador da Caloi. Em 3 de julho de 2018, o casal teve seu primeiro filho, Leonardo, nomeado em homenagem ao artista e inventor Leonardo da Vinci. Em fevereiro de 2021, nasceu Beatriz, a segunda filha do casal. Atualmente, a família reside em Mônaco.
Em 2017, Di Grassi se tornou CEO da Roborace, categoria de carros totalmente autônomos. Ele também é fundador e CEO da EDG, startup de bicicletas elétricas. Em novembro desse mesmo ano, ele lançou um modelo chamado EDG Niobium e-Bike.
Di Grassi é Embaixador do Programa para o Meio Ambiente da ONU desde 2018. Ele participa de eventos e dá palestras e entrevistas onde defende medidas para a proteção do meio ambiente, especialmente o combate à poluição e a defesa da eletrificação dos meios de transporte. Di Grassi também defende o estado mínimo, os programas de distribuição de renda e a renda universal básica. O piloto já teceu críticas ao PT e chegou a afirmar ter votado em Jair Bolsonaro, mas depois, o criticou por suas tentativas de construir um autódromo no Rio de Janeiro e por não investir em tecnologias sustentáveis. Atualmente, Di Grassi busca se distanciar da polarização política, embora tenha afirmado em 2024 que a política o "deixa muito emotivo", mas que ele "não trabalharia com ela".

## Carreira

### Anos iniciais
Iniciou a carreira no kart, em 1997, então com 13 anos de idade, graças a influência do seu pai, Vito. Os bons resultados não demoraram a surgir: no mesmo ano foi campeão bandeirante e campeão paulista do interior, vencendo todas as corridas. No ano seguinte, Lucas foi campeão sul-americano com a equipe Roda Motors na Argentina. Ainda no kart, conquistou o título pan-americano em 2000.
Em 2002, veio o vice-campeonato brasileiro da Fórmula Renault, com Di Grassi ficando sete pontos abaixo de Sérgio Jimenez. Em 2003, participou da Fórmula 3 Sul-americana com a Avellone, onde foi vice-campeão, perdendo para Danilo Dirani.
Em 2005, venceu o tradicional e cobiçado GP de Macau de Fórmula 3, repetindo o que já haviam feito os brasileiros Ayrton Senna e Maurício Gugelmin, e quebrando um jejum de vitórias brasileiras que durava vinte anos. Para sair com a vitória, Lucas superou, entre outros, o polonês Robert Kubica e o alemão Sebastian Vettel.

### GP2 Series
Em 2006, transferiu-se para a GP2 Series com a equipe Durango, onde somou oito pontos e terminou em décimo sexto. Suas boas atuações na temporada de estreia, mesmo com um carro muitíssimo limitado, chamaram atenção das equipes maiores. Após o término do campeonato, fecha contrato com a equipe bicampeã, ART Grand Prix, para a temporada 2007, tendo entre seus companheiros seu futuro rival da F-E Sébastien Buemi. O brasileiro conquistou sete pódios, incluindo sua primeira vitória no Istanbul Park, que chegou a colocá-lo na liderança do campeonato. Mas ele terminou com o vice, perdendo o título para o alemão Timo Glock, da iSport.

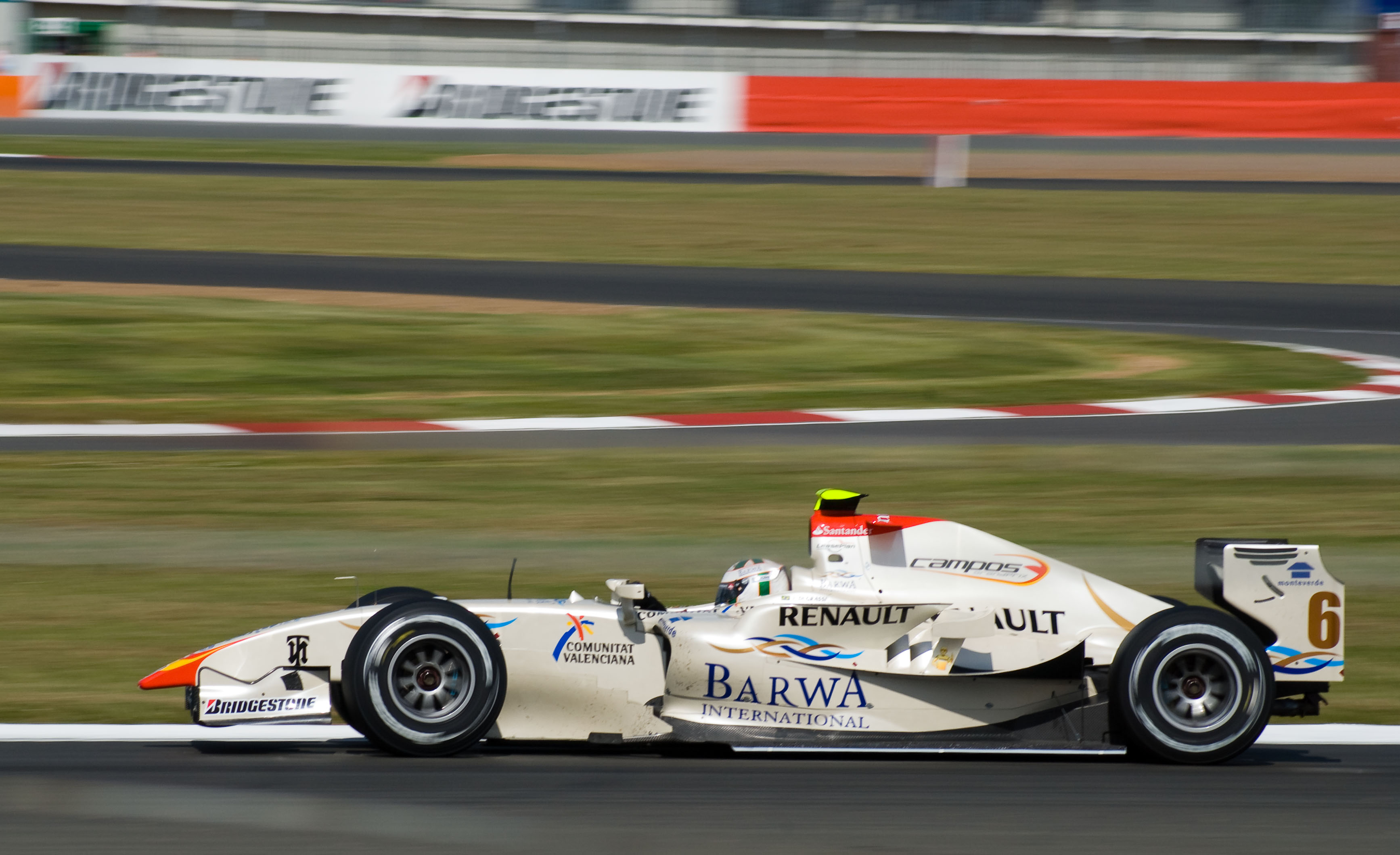
Di Grassi na etapa de Silverstone da temporada da GP2 de 2008

Em 2008, Di Grassi retornou para competir na GP2 Series a partir da sétima etapa da competição, e mesmo assim, teve seis pódios, incluindo três vitórias. Ele terminou na terceira colocação, a dois pontos do vice-campeão Bruno Senna e a dez do veterano campeão Giorgio Pantano.
Em 2009, continuou competindo na GP2 Series pela equipe espanhola Racing Engineering, pela qual o italiano Giorgio Pantano conquistou o título em 2008. Contudo o carro de 2009 não parecia ser competitivo o bastante, sofrendo constantes problemas mecânicos e excessivo desgaste de pneus. Mesmo assim Lucas terminou o campeonato na terceira colocação.

### Fórmula 1

#### Renault
Em 2004, aos 19 anos, Lucas foi escolhido entre cerca de 100 jovens pilotos de todo o mundo, para fazer parte do programa de desenvolvimento de jovens pilotos da equipe Renault de Formula 1, no qual permaneceu por 4 anos.

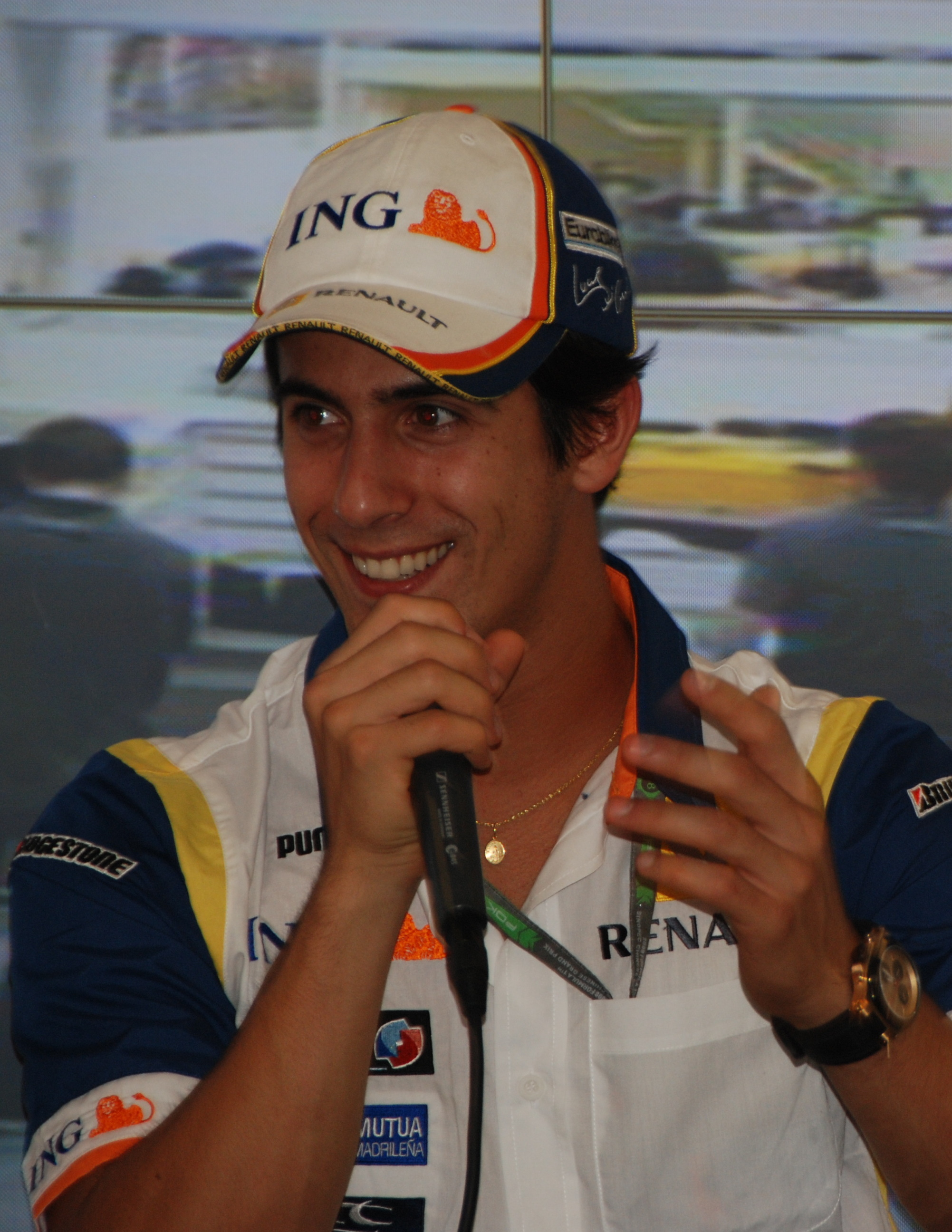
Di Grassi durante o

Em 2008, assume a condição de piloto de testes da equipe Renault, tornando-se reserva imediato dos titulares Fernando Alonso e Nelsinho Piquet. Ele participou de testes, guiando o Renault R28 em maio no Circuito Paul Ricard. Em setembro de 2008, Di Grassi esteve na sessão de testes com a Renault em Jerez, e o brasileiro impressionou ao atingir o terceiro melhor tempo. Após sua excelente temporada na GP2 e seus bons desempenhos nos testes, ele chegou a ser cotado para substituir o compatriota Piquet Jr. em 2009, mas a equipe acabou escolhendo o francês Romain Grosjean, que além de tomar a vaga de reserva de Di Grassi, também substituiu Nelsinho na equipe no decorrer da temporada.
Di Grassi chegou a testar o carro da Honda, na Espanha, junto com o conterrâneo Bruno Senna, sendo especulado que ele competisse na equipe em 2009. No entanto, com o fim das atividades da Honda na Fórmula 1, Lucas acabou sem chances de subir para a categoria principal do automobilismo com a equipe japonesa.
Em novembro, Di Grassi retornou ao circuito espanhol para mais uma sessão de testes com a Renault, juntamente com Bertrand Baguette e Ho-Pin Tung.

#### Virgin

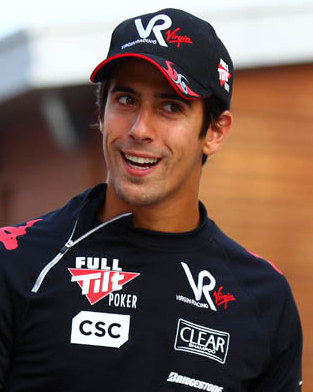
Di Grassi durante o

No dia 10 de dezembro de 2009, a imprensa ao redor do mundo confirmou o contrato de Lucas com a Manor Grand Prix, e no dia 11 de dezembro do mesmo ano, o próprio piloto, a convite da Rede Globo de Televisão deu a notícia de seu contrato ao vivo no programa Globo Esporte. Segundo Lucas, esta equipe era a que possuía a melhor estrutura e maior chance de destaque entre as equipes novatas. A equipe Manor Grand Prix passou a se chamar Virgin Racing, empresa de Richard Branson, proprietário da Virgin Records que atua na indústria fonográfica. O Virgin Group já estava envolvido na Fórmula 1 desde o início de 2009, patrocinando a Brawn GP, que se tornou a equipe Mercedes GP em 2010. E no dia 15 de dezembro de 2009, Lucas foi confirmado oficialmente pela equipe Virgin Racing como titular para 2010, formando dupla com o alemão Timo Glock, que foi seu rival na GP2 em 2007.

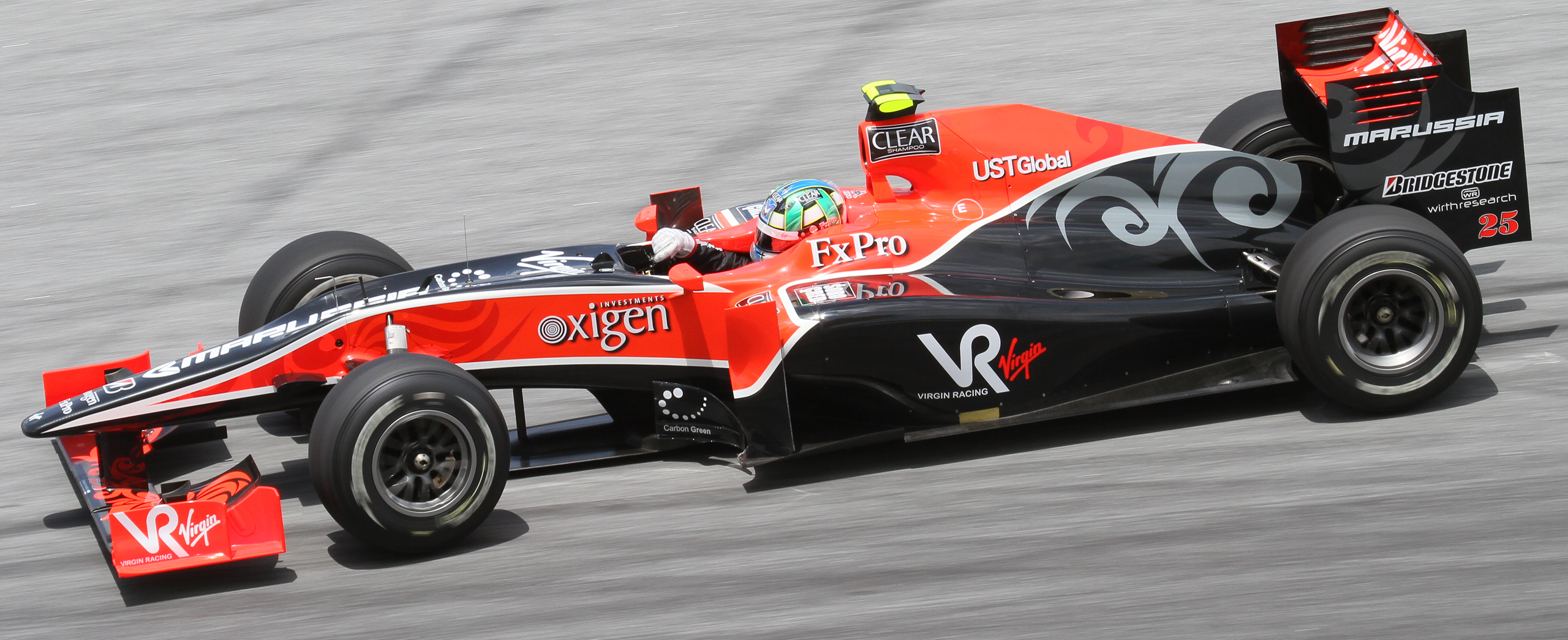
Lucas Di Grassi na primeira corrida finalizada pela equipe no Grande Prêmio da Malásia de 2010.

Di Grassi fez uma boa temporada, dentro da possibilidades que carro e equipe lhe ofereciam. Ao longo do ano, abandonou oito das dezenove provas, mesmo número de abandonos que seu experiente companheiro de equipe, quase sempre por quebras no problemático VR-01. Além disso, teve um carro nas mesmas condições do companheiro em apenas 4 das 19 provas, ainda assim conseguindo muitas vezes andar no mesmo ritmo, ou até superá-lo. Não chegou a largar no Grande Prêmio do Japão e sua melhor posição de chegada foi uma 14° colocação no Grande Prêmio da Malásia, a três voltas do vencedor Sebastian Vettel. Terminou a temporada em 24º, sem nenhum ponto, mas uma posição à frente do companheiro de equipe Glock.
Seu contrato não foi renovado pela equipe Virgin, que priorizou os patrocinadores trazidos pelo belga Jérôme d'Ambrosio, com Di Grassi dizendo que "o dinheiro falou mais alto na Virgin", e que achava "uma pena" que as vagas das equipes de F1 estivessem "sendo vendidas". Lucas procurou vagas em outros times sem sucesso, então, o piloto afirmou tentar uma vaga de piloto de testes para 2011 e tentar voltar a ser titular em 2012.

#### Testes com a Pirelli
No dia 8 de abril de 2011, Di Grassi foi confirmado como piloto de testes da Pirelli, fornecedora oficial de pneus da Fórmula 1. Na fábrica italiana, o paulistano entrou no lugar do espanhol Pedro de la Rosa, visando desenvolver os pneus para a F1 em 2012. Segundo o próprio piloto, isso poderia ter sido uma vantagem em um possível retorno à categoria, uma vez que estava conseguindo muitas informações sobre os pneus. Mas esse retorno acabou não se concretizando.

#### Pós Fórmula 1
Sem chances de retornar à F1, Di Grassi focou em outras categorias do automobilismo, mas volta e meia, tece comentários a respeito da F1, e em 2018, chegou a demonstrar interesse em se candidatar à presidência da FIA no futuro. Em 2024, ele disse acreditar que a Fórmula 1 iria perder importância a longo prazo, com o crescente uso de carros elétricos e a diminuição da quantidade de carros a combustão.

### Corridas de resistência
Em 2012, Di Grassi fez sua estreia em corridas de resistência nas 24 Horas de Nürburgring de 2012, pilotando o carro McLaren MP4-12C GT3 número 69 da Dörr Motorsport, e foi acompanhado por Rudi Adams, Chris Goodwin e Jochen Übler. O quarteto abandonou após onze voltas devido a vários problemas. 
Em 2013, a Audi o contratou para substituir Marco Bonanomi, com o brasileiro correndo com Tom Kristensen e Allan McNish, nas 12 Horas de Sebring, em que o trio brigou pela vitória com o outro carro da Audi, mas terminou em segundo.

#### Mundial de Endurance
Di Grassi fez sua primeira aparição no Campeonato Mundial de Endurance de 2012 nas 6 Horas de São Paulo, competindo pela Audi Sport Team Joest no lugar de Rinaldo Capello, que se aposentou após as 24 Horas de Le Mans. Di Grassi pilotou o Audi R18 e-tron quattro nº 2 ao lado de Kristensen e McNish, terminando em terceiro na classificação geral e fazendo a melhor volta da prova.
Em 2013, Di Grassi dividiu carro com Oliver Jarvis e Marc Gené e participou de duas provas: as 6 Horas de Spa-Francorchamps e as 24 Horas de Le Mans. Na corrida belga, o trio de Di Grassi fechou o pódio dominado pela Audi. Já na tradicional prova francesa, o carro de Di Grassi sofreu com um furo de pneu no início, mas reagiu para fazer mais um terceiro lugar geral, com o vencedor sendo o outro carro da Audi que continha Kristensen, McNish e Loïc Duval. Tais resultados deixaram Di Grassi e seus companheiros em nono lugar no campeonato de pilotos.

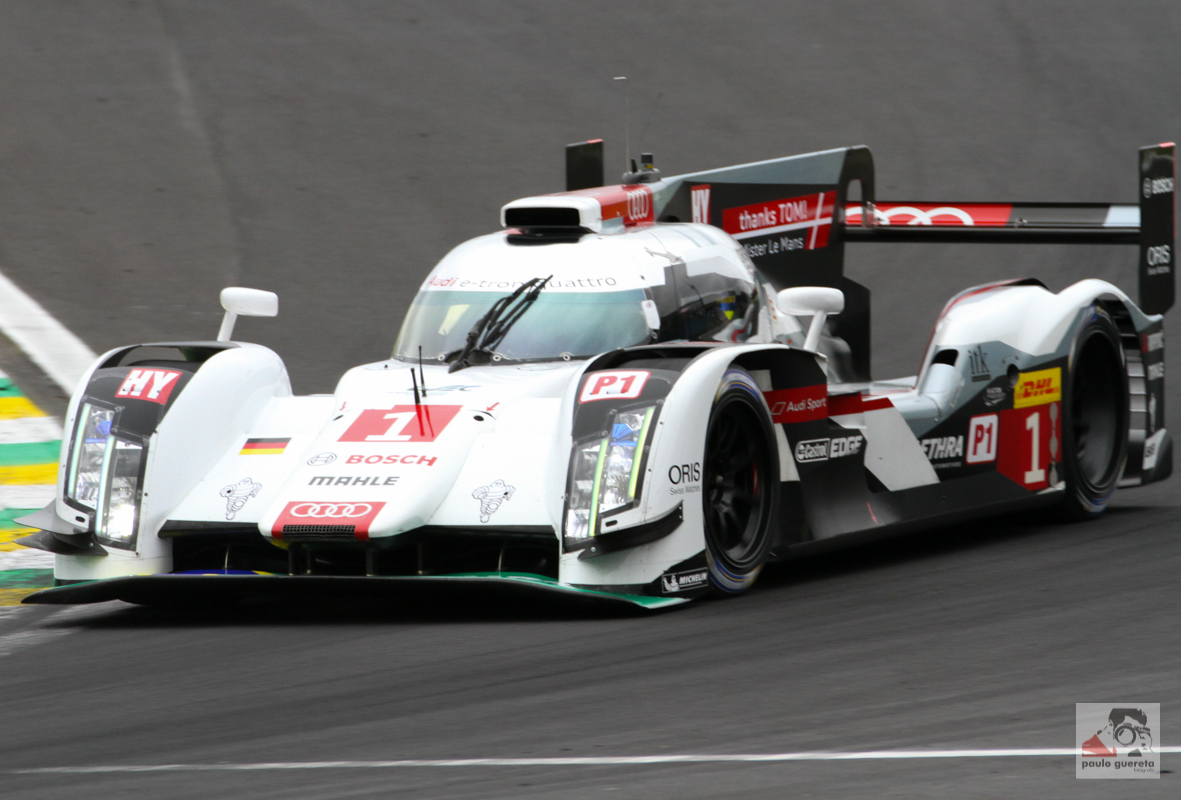
Carro que Di Grassi pilotou nas 6 Horas de São Paulo de 2014

A Audi efetivou Di Grassi em 2014, e ele substituiu McNish, dividindo carro com Kristensen e Duval. O trio teve quatro pódios, incluindo o segundo lugar geral nas 24 Horas de Le Mans daquele ano, e eles terminaram o campeonato de pilotos em quarto lugar. Em 2015, Di Grassi e seu trio pontuou em todas as provas, mas só fez um pódio, um terceiro lugar no Circuito das Américas. Ele e seus companheiros foram novamente os quartos colocados. Em 2016, Di Grassi e Duval receberam Jarvis no carro #8 da Audi. Nesse ano, o brasileiro teve suas primeiras vitórias no WEC: em Spa e no Barém. Fez mais um pódio em Le Mans e mais três terceiros lugares, o que o deixou com o vice-campeonato, a 12,5 pontos do trio da Porsche, que continha Marc Lieb, Neel Jani e Romain Dumas.
Di Grassi foi convidado para retornar à categoria em 2017 pela Toyota, mas não recebeu autorização da Audi para correr na LMP1. Também recebeu convite para pilotar o carro da Ferrari nas 24 Horas de Le Mans, mas uma lesão num jogo de futebol o impediu de aceitar.

### Turismo
Em 2012, Di Grassi entrou no Campeonato Internacional de Supercarros V8 para a rodada da Armor All Gold Coast 600, em parceria com Michael Patrizi na Tekno Autosports em um Holden VE Commodore, terminando em décimo primeiro na primeira corrida, mas perdeu a segunda depois que Patrizi danificou gravemente o carro na qualificação. Em novembro, Di Grassi retornou a Macau para competir na GT Cup, pilotando o AF Corse Ferrari 458 GT3, ficando em segundo depois de lutar contra Edoardo Mortara pela vitória.

#### DTM
Após testar pela Deutsche Tourenwagen Masters, Di Grassi correu como convidado em duas rodadas duplas da DTM de 2021, mas não pontuou em nenhuma, e a melhor posição de chegada foi um 12º lugar na corrida 2 em Norisring.

#### Stock Car

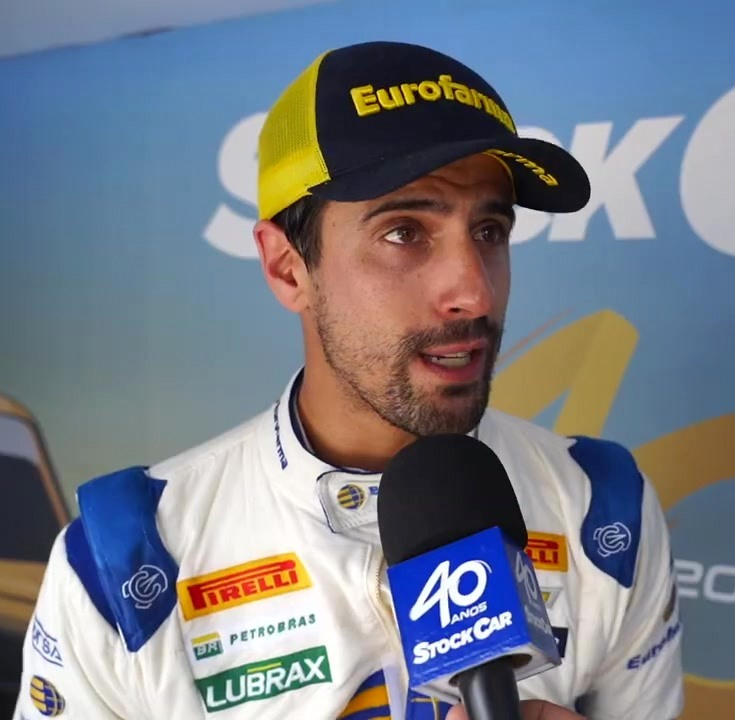
Di Grassi em 2019, pouco após à Corrida do Milhão

2014 marcou a primeira incursão de Di Grassi na Stock Car Brasil. Ele correu com a RCM Motorsport ao lado de Thiago Camilo para a rodada de duplas no Autódromo José Carlos Pace, que abriu a temporada, mas a dupla se retirou na primeira volta devido a uma falha na embreagem. Ele e Camilo voltaram a correr na abertura da Stock Car em 2015, que dessa vez se deu em Goiânia, e eles conseguiram chegar em quinto. Em 2016, a rodada de duplas foi em Curitiba, e eles chegaram em 14º.
Em 2018, Di Grassi correu pela HERO Motorsport em dezessete das vinte e uma provas da Stock Car daquele ano. Sua primeira vitória foi em Curitiba, e ele repetiu o resultado em Londrina e em Cascavel. Mas ele só pontuou em mais quatro provas, e abandonou outras oito, e por isso, acabou na 12ª colocação, com 127 pontos, sete a menos do que Thiago Camilo.
Di Grassi fez um retorno único à Stock Car Brasil em 2019 como curinga para a Corrida do Milhão. Ele conquistou a pole position, e durante a prova, superou seu companheiro de equipe, Ricardo Maurício, na briga pela liderança, mas sua ultrapassagem foi considerada ilegal e recebeu uma penalidade de drive through. Di Grassi não conseguiu sacá-la em três voltas e foi desclassificado da prova. Mais tarde, ele reclamou que sua equipe não foi informada de que ele poderia ter devolvido a posição e evitado uma penalidade.

### Fórmula E

#### Audi ABT

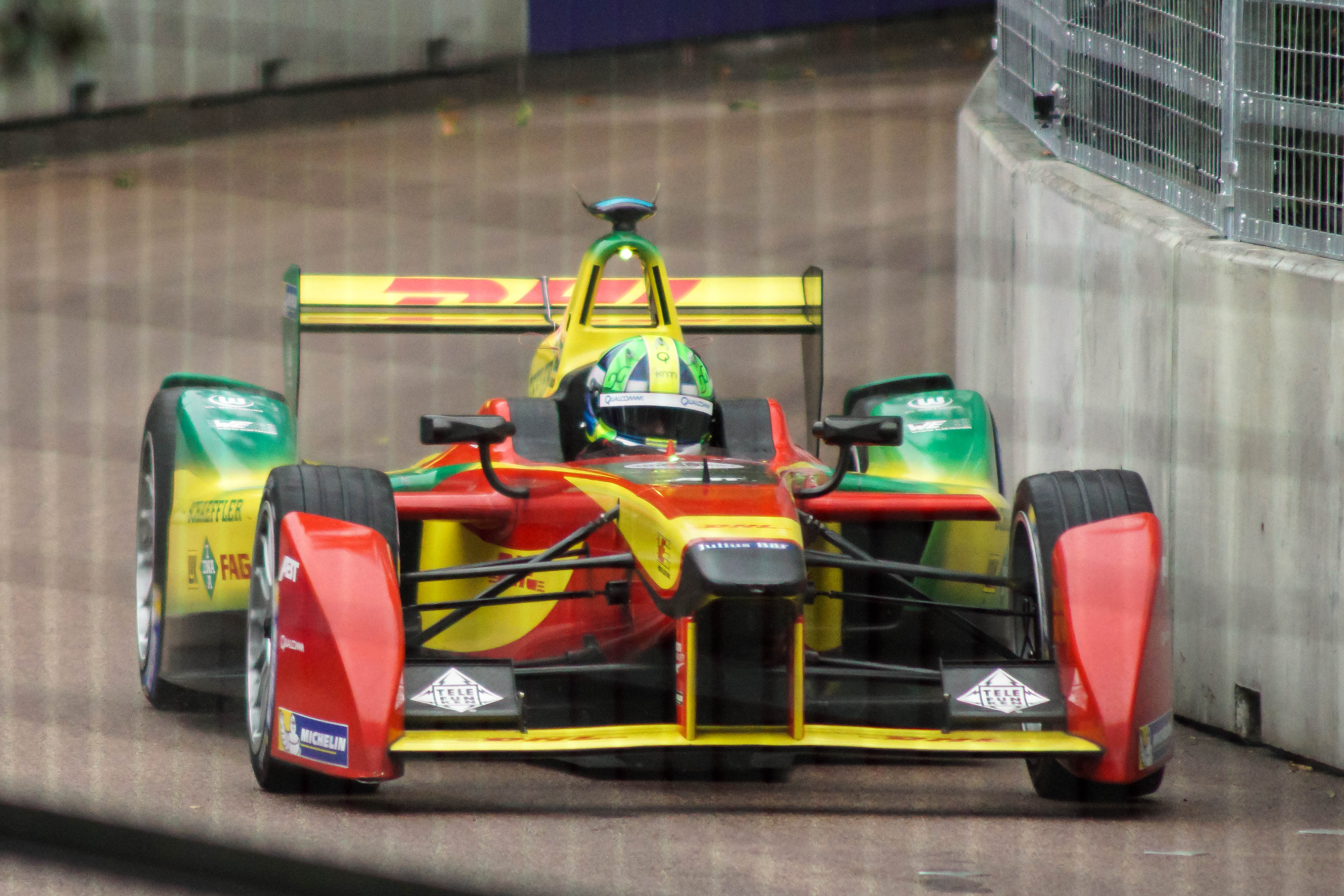
Di Grassi no ePrix de Londres de 2015

Em 2014, Lucas Di Grassi ingressou na primeira temporada da Fórmula E pela equipe Audi Sport ABT Formula E Team, vencendo a primeira prova da categoria, disputada em Pequim. Após colisão entre Nicolas Prost e Nick Heidfeld, nos minutos finais da corrida, Di Grassi, que estava em terceiro, conseguiu ultrapassá-los, vencendo a corrida. Na etapa seguinte, em Putrajaia, o brasileiro chegou em segundo lugar, mantendo a liderança no campeonato. Porém, apesar de ter alcançado seis pódios, o maior número da temporada, ele terminou na terceira colocação na classificação geral, com o título indo para seu compatriota e velho companheiro da Renault Nelsinho Piquet.

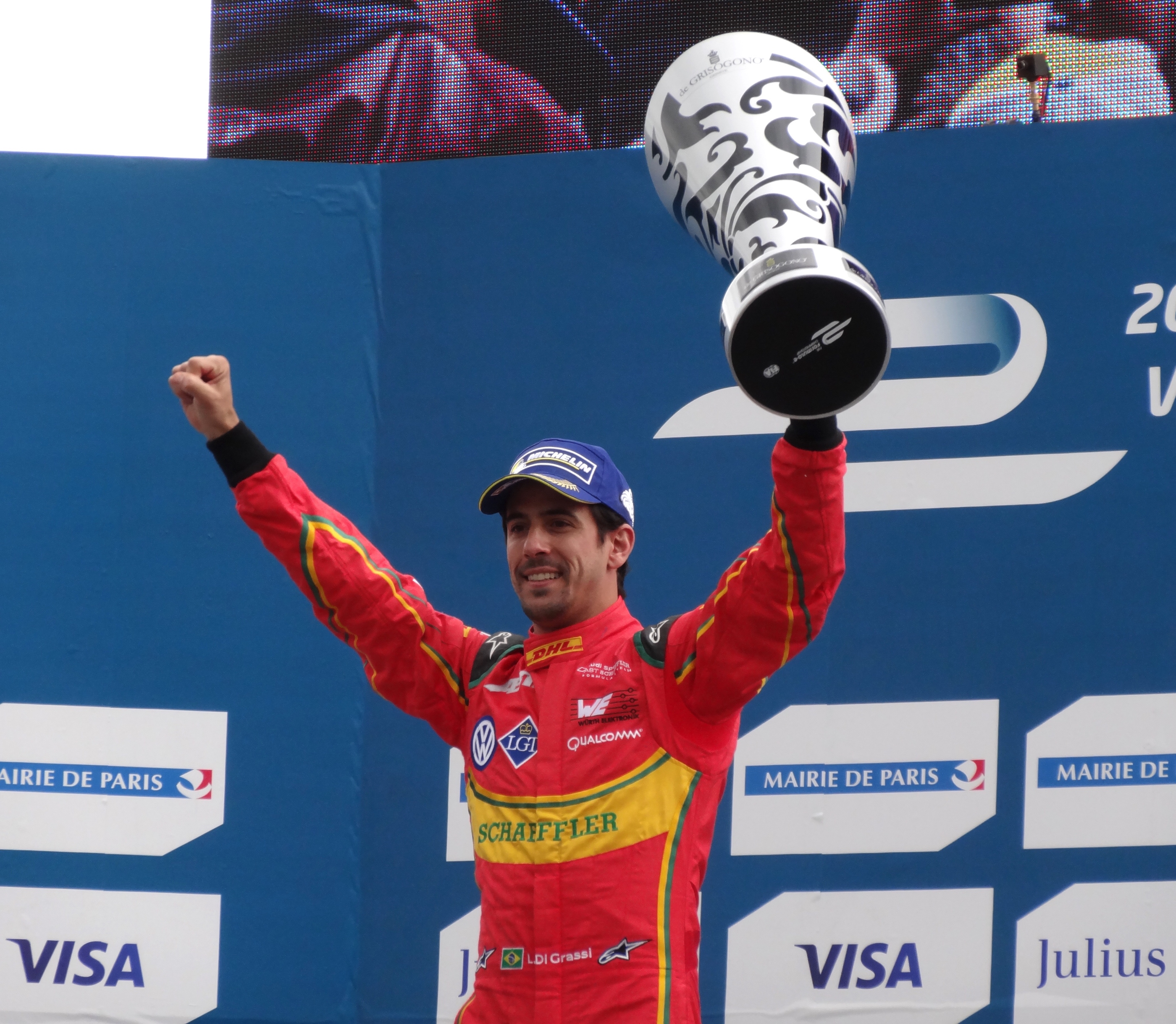
Di Grassi celebrando a vitória no ePrix de Paris de 2016

Di Grassi brigou novamente pelo título em 2015–16, tendo como principal rival o suíço Sébastien Buemi. Em uma temporada muito boa, o brasileiro obteve três vitórias em Putrajaia, Long Beach e Paris. Teriam sido quatro se ele não tivesse sido desclassificado do ePrix da Cidade do México por conta do peso de seu carro. Foram sete pódios em dez etapas, o maior número da temporada, o que deixou Di Grassi e Buemi momentaneamente empatados na pontuação. Mas na prova de Londres, que encerrou a temporada, Di Grassi bateu na traseira de Buemi, e esse incidente quase gerou o abandono de ambos, o que daria o título ao brasileiro. Mas tanto a Audi quanto a Renault conseguiram devolvê-los à pista e fazê-los brigar pelos dois pontos extras da volta mais rápida, que acabaram indo para Buemi, com Di Grassi tendo que se contentar com o vice-campeonato. Sobre a batida, o brasileiro disse que não foi intencional. Contudo, Buemi afirmou um ano mais tarde que Di Grassi o culpou pela colisão na prova de Londres, o que fez com que o suíço dissesse que não respeitava o que o paulistano tinha feito naquela corrida.

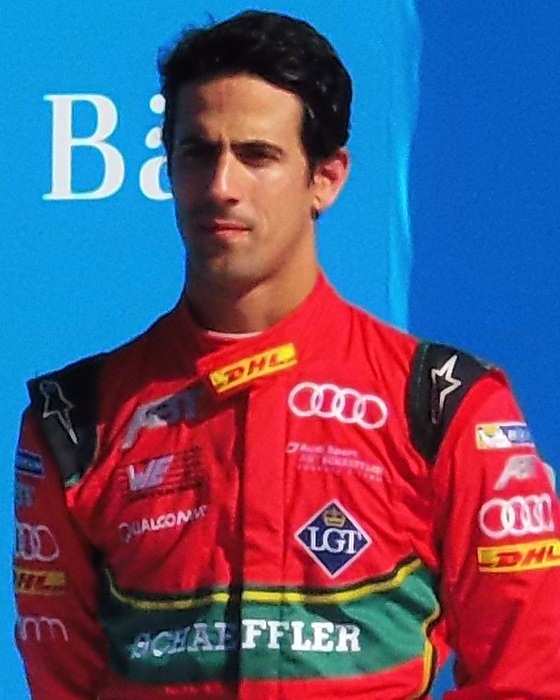
Di Grassi no pódio do ePrix de Berlim de 2017

Na temporada de 2016-17, Di Grassi seguiu com a equipe ABT Schaeffler Audi Sport, recebendo Daniel Abt, e travou mais uma batalha pelo título com Buemi. Apesar do suíço ter dominado a temporada com seis vitórias, ele perdeu pontos preciosos na Cidade do México, prova vencida por Di Grassi, e na corrida 1 em Berlim, além de se ausentar da rodada dupla de Nova Iorque, com todos esses fatores ajudando o brasileiro a ganhar terreno na disputa. Buemi liderou até a corrida 1 da última rodada em Montreal, em que foi novamente desclassificado, e isso impulsionou Di Grassi, vencedor da prova, a tomar a liderança pela primeira vez no ano. E com Buemi fora dos pontos na corrida que encerrou a temporada, Di Grassi só precisou de um sétimo lugar para ser campeão da F-E. Ao todo, Di Grassi teve duas vitórias, sete pódios e 181 pontos, com ele superando o suíço da Renault por 24 pontos.
Em 2017–18, Di Grassi teve um mau começo, ficando quatro corridas seguidas sem pontuar e abandonando duas vezes. Mas após um nono lugar no México, o brasileiro engatou uma sequência de sete pódios, acompanhada de duas vitórias em Zurique e na corrida 1 de Nova Iorque, que o colocaram como vice-campeão, um ponto acima de Sam Bird, mas 55 abaixo do campeão Jean-Éric Vergne.

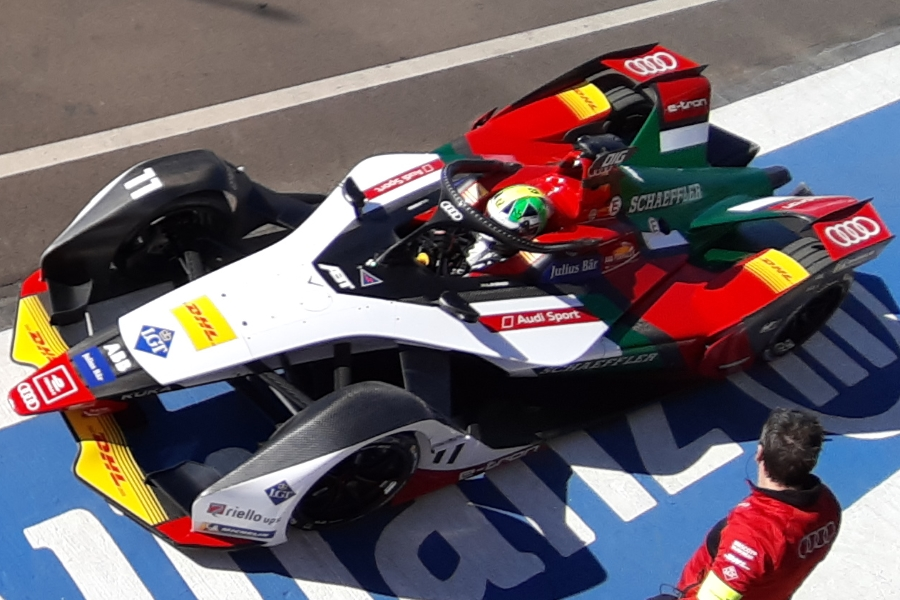
Di Grassi no ePrix de Marraquexe de 2019

2018–19 viu Di Grassi ter apenas três pódios, com dois deles sendo as vitórias em Cidade do México e em Berlim. As quatro corridas que ele ficou fora da zona de pontuação, incluindo o abandono em Mônaco, eliminaram todas as suas chances de brigar pelo título, com Di Grassi terminando em terceiro, a onze pontos de Buemi, mas dois pontos acima de Robin Frijns.
2019–20 foi a primeira temporada em que Di Grassi não conseguiu vitórias. A categoria enfrentou muitas dificuldades por conta da pandemia de COVID-19, e a Audi ABT ainda encarou problemas nos bastidores quando se viu forçada a demitir Daniel Abt por ele ter utilizado um piloto gamer profissional para ser seu "dublê" em uma corrida virtual. Assim, René Rast passou a ser companheiro de Di Grassi a partir da sexta rodada. O melhor resultado que o brasileiro alcançou na temporada foi um segundo lugar na corrida 2 de Daria, e além desse, Lucas só fez mais um pódio com o terceiro lugar na segunda corrida de Berlim. Com isso, Di Grassi terminou em sexto, que foi naquele momento a sua pior posição no campeonato de pilotos desde a estreia da categoria em 2014.
Para 2020–21, a Audi seguiu com Di Grassi e Rast, e o paulistano voltou a vencer na corrida 1 em Puebla, assim como na corrida 1 de Berlim. Ele até chegou a ter algumas chances de título, assim como outros onze pilotos do grid, mas o duplo abandono em Roma e a desclassificação na corrida 2 em Londres custaram caro, com Di Grassi tendo os mesmos 87 pontos que Sam Bird, mas ficando atrás dele por conta de um segundo lugar do britânico. Di Grassi foi o sétimo colocado, ficando a doze pontos de distância para o campeão Nyck de Vries.
Após a saída da Audi Sport ABT Schaeffler da Fórmula E, Di Grassi se viu obrigado a se despedir da equipe que defendeu por sete temporadas.

#### Venturi
Em 15 de setembro de 2021, foi anunciado que Di Grassi iria se transferir para a ROKiT Venturi Racing para a disputa da temporada de 2021–22, substituindo o compatriota Felipe Massa, que deixou a F-E em definitivo, e sendo novo companheiro de Edoardo Mortara. Di Grassi teve sua melhor temporada desde 2018–19, pontuando em onze das dezesseis corridas, fazendo quatro pódios e vencendo a corrida 2 em Londres, o que o colocou como recordista de vitórias da F-E, com 13 ao todo (mesmo número de Buemi), e o deixou na quinta posição no campeonato de pilotos. Mas ele foi superado por seu companheiro de equipe pela primeira vez durante seus oito anos de F-E, já que Mortara, o terceiro colocado, teve quatro vitórias e fez 43 pontos a mais.
A Venturi se uniu à Maserati, se convertendo na Maserati MSG Racing, mas a equipe não quis seguir com Di Grassi, mantendo Mortara e contratando Maximilian Günther para substituir o paulista.

#### Mahindra

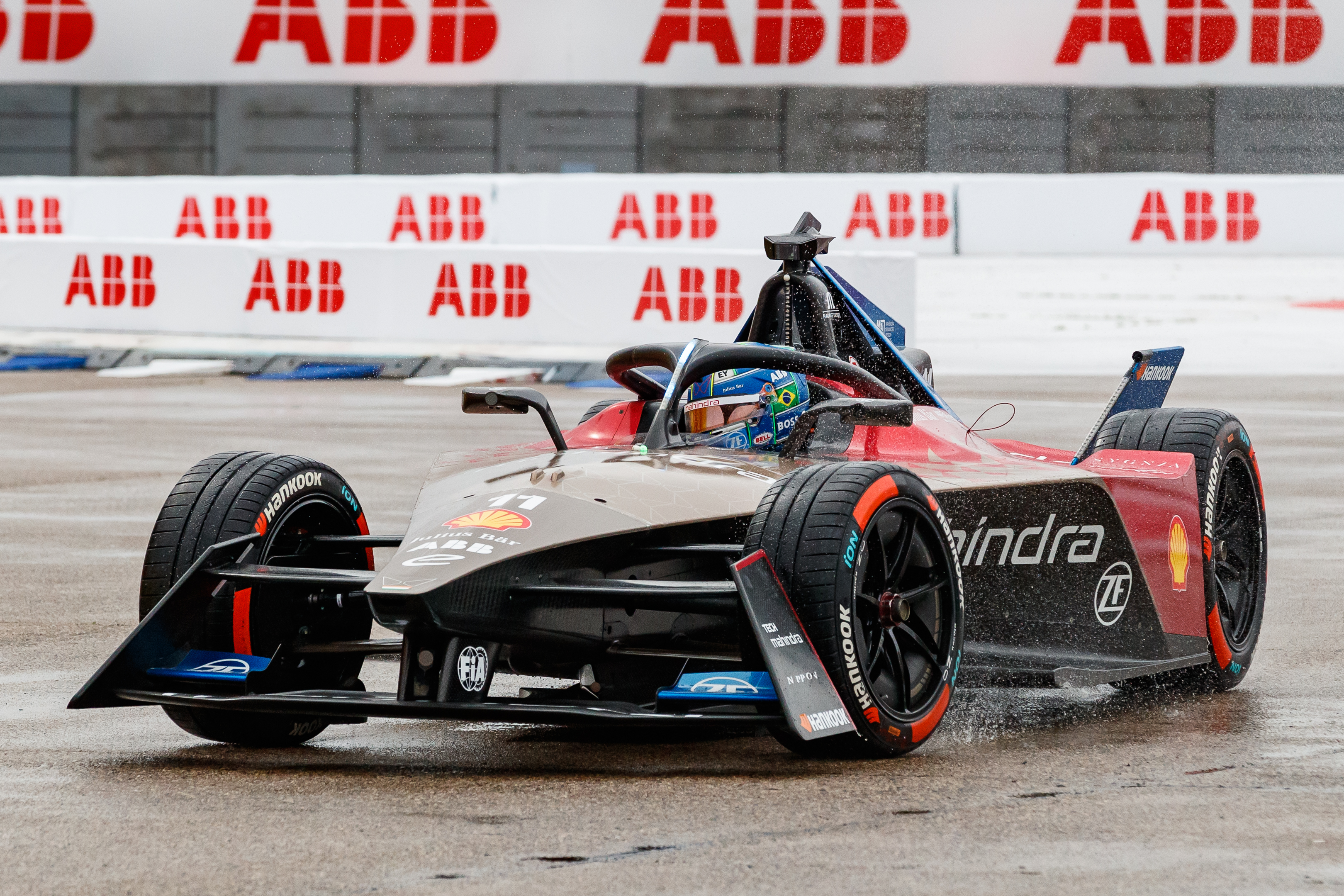
Di Grassi guiando a Mahindra durante o ePrix de Berlim de 2023

Em agosto de 2022, Di Grassi assinou um contrato de múltiplos anos com a equipe Mahindra Racing para a disputa da Fórmula E a partir da temporada 2022–23, substituindo Alexander Sims e fazendo parceria com Oliver Rowland. O começo parecia promissor para Di Grassi, que fez uma pole na corrida de abertura na Cidade do México e chegou em terceiro, mesmo com o carro defasado, mas esse foi seu único grande resultado da temporada. Di Grassi só pontuou mais duas vezes, passando a maior parte do ano distante da zona de pontuação. Ele foi o décimo quinto colocado, somando os mesmos 32 pontos que o novato Sacha Fenestraz, mas ficando acima dele por causa desse pódio na capital mexicana. Com isso, em setembro de 2023, Di Grassi confirmou sua saída da Mahindra.

#### ABT Cupra

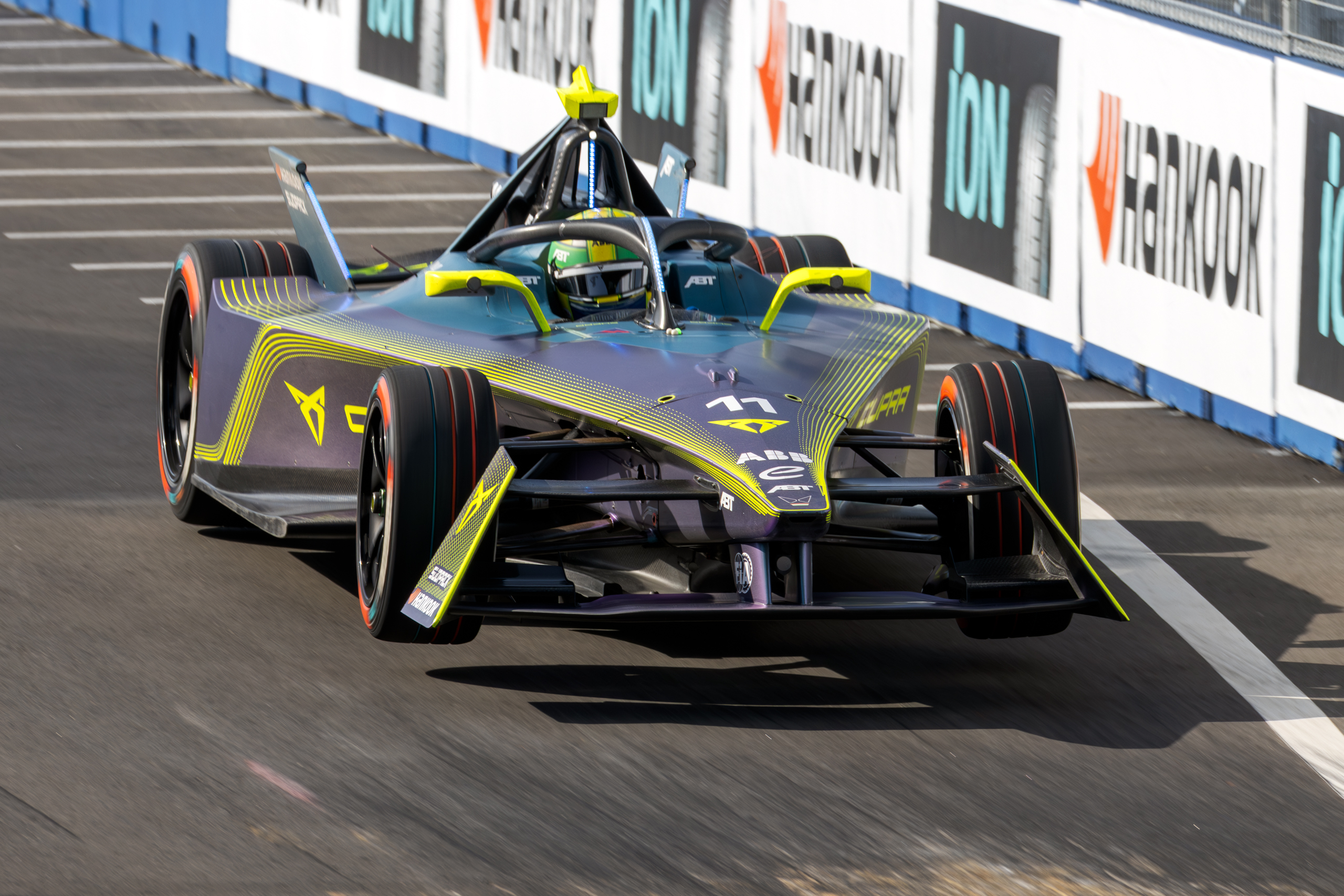
Di Grassi durante os treinos do ePrix de Tóquio de 2024

Em 29 de setembro de 2023, foi anunciado a contratação de Di Grassi pela equipe ABT CUPRA Formula E Team (que havia regressado a Fórmula E na temporada anterior) para a disputa da temporada de 2023–24, assim ele retornou para a equipe da ABT após duas temporadas. Seu companheiro foi o suíço Nico Müller.
Di Grassi voltou a ter uma temporada esquecível, pontuando em apenas três provas, mas passando longe do pódio, com seu melhor resultado sendo o nono lugar na corrida 2 de Londres. Seus quatro pontos colocaram Di Grassi na 23ª colocação, com ele sendo o pior dentre os pilotos que fizeram a temporada completa da F-E, e ficando atrás até do novato Taylor Barnard, que vinha da Fórmula 2 e só tinha feito três corridas naquele ano. No duelo com Müller, Di Grassi ficou muito aquém, fazendo 13 vezes menos pontos e ficando onze posições abaixo dele.

#### Lola Yamaha ABT
Mesmo tendo um desempenho muito inferior ao de seu companheiro Müller, Di Grassi permaneceu com a equipe, que foi transformada na Lola Yamaha ABT, para a disputa da temporada de 2024–25. Ele teve a companhia do novato barbadiano Zane Maloney, egresso da Fórmula 2. O começo do brasileiro foi difícil, com a Lola se mostrando como a pior equipe do grid. Um dos pontos negativos foi a sua desclassificação da corrida 1 de Gidá por uso excessivo de energia. Mas no caótico ePrix de Miami, Di Grassi brilhou e conseguiu terminar em segundo lugar, marcando o primeiro pódio da Lola na F-E. O brasileiro pontuou novamente ao ser quinto colocado em Tóquio (corrida 2) e nono em Xangai (corrida 2) e em Londres (corrida 2), o que o colocou na décima sétima colocação do campeonato, com 32 pontos, e fez do veterano o único piloto da Lola a pontuar na temporada, já que Maloney terminou zerado e na última posição do campeonato de pilotos.

## Títulos

### Kart
1997
- Campeão Bandeirante de Kart[7]
- Campeão Paulista do Interior[7]

1998
- Campeão Sul-Americano Sudam Júnior[7]
- Campeão Bandeirante[7]

2000
- Campeão Panamericano de Fórmula A[7]

### Fórmulas
2005
- Campeão do Grande Prêmio de Macau da Fórmula 3[7]

2016–17
- Campeão Mundial de Fórmula E.

## Registros na carreira
(Legenda: Corridas em negrito indicam pole position; corridas em itálico indicam volta mais rápida.)

### Resultados na Fórmula 3 Inglesa
| Ano  | Equipe        | DON | DON | SIL | CRO | CRO | KNO | KNO | SNE | SNE | SNE | CAS | CAS | DON 2 | DON 2 | OUL | OUL | SIL 2 | SIL 2 | THR | THR | SPA | SPA | BRH | BRH | Class. | Pts. |
| ---- | ------------- | --- | --- | --- | --- | --- | --- | --- | --- | --- | --- | --- | --- | ----- | ----- | --- | --- | ----- | ----- | --- | --- | --- | --- | --- | --- | ------ | ---- |
| 2004 | Hitech Racing | 10  | 9   | Ret | 6   | 3   | 15  | 4   | 3   | Ret | 7   | 9   | 8   | Ret   | Ret   | Ret | 2   | 11    | 11    | 1   | 1   | 7   | 6   | Ret | 3   | 8º     | 130  |

### Resultados na Fórmula 3 Euro Series
| Ano  | Equipe           | 1ª etapa HOC | 1ª etapa HOC | 2ª etapa PAU | 2ª etapa PAU | 3ª etapa SPA | 3ª etapa SPA | 4ª etapa MON | 4ª etapa MON | 5ª etapa OSC | 5ª etapa OSC | 6ª etapa NOR | 6ª etapa NOR | 7ª etapa NÜR | 7ª etapa NÜR | 8ª etapa ZAN | 8ª etapa ZAN | 9ª etapa LAU | 9ª etapa LAU | 10ª etapa HOC | 10ª etapa HOC | Class. | Pts. |
| ---- | ---------------- | ------------ | ------------ | ------------ | ------------ | ------------ | ------------ | ------------ | ------------ | ------------ | ------------ | ------------ | ------------ | ------------ | ------------ | ------------ | ------------ | ------------ | ------------ | ------------- | ------------- | ------ | ---- |
| 2005 | Manor Motorsport | Ret          | Ret          | 5º           | 7º           | Ret          | 3º           | 7º           | 5º           | 1º           | 2º           | 5º           | 6º           | 2º           | Ret          | Ret          | Ret          | 8º           | 3º           | 2º            | Ret           | 3º     | 68   |

### Resultados na GP2 Series
| Temporada | Equipe             | 1           | 2           | 3           | 4           | 5          | 6          | 7          | 8          | 9          | 10          | 11         | 12          | 13         | 14          | 15          | 16          | 17          | 18        | 19        | 20          | 21         | Class. | Pts. |
| --------- | ------------------ | ----------- | ----------- | ----------- | ----------- | ---------- | ---------- | ---------- | ---------- | ---------- | ----------- | ---------- | ----------- | ---------- | ----------- | ----------- | ----------- | ----------- | --------- | --------- | ----------- | ---------- | ------ | ---- |
| 2006      | Durango            | VAL FEA 17  | VAL SPR 16  | SMR FEA Ret | SMR SPR Ret | EUR FEA 18 | EUR SPR 13 | ESP FEA 12 | ESP SPR 9  | MON FEA 11 | GBR FEA Ret | GBR SPR EX | FRA FEA 7   | FRA SPR 6  | GER FEA Ret | GER SPR Ret | HUN FEA 13  | HUN SPR Ret | TUR FEA 5 | TUR SPR 9 | ITA FEA 10  | ITA SPR 14 | 17º    | 8    |
| 2007      | ART Grand Prix     | BAR FEA 5   | BAR SPR Ret | ESP FEA 3   | ESP SPR 3   | MON FEA 5  | FRA FEA 2  | FRA SPR 4  | GBR FEA 4  | GBR SPR 4  | EUR FEA 2   | EUR SPR 6  | HUN FEA 4   | HUN SPR 4  | TUR FEA 1   | TUR SPR 11  | ITA FEA 13  | ITA SPR 4   | BEL FEA 3 | BEL SPR 3 | VAL FEA Ret | VAL SPR 13 | 2º     | 77   |
| 2008      | Campos Racing      | ESP FEA     | ESP SPR     | TUR FEA     | TUR SPR     | MON FEA    | MON SPR    | FRA FEA 2  | FRA SPR 4  | GBR FEA 2  | GBR SPR 2   | GER FEA 5  | GER SPR Ret | HUN FEA 1  | HUN SPR 10  | EUR FEA 4   | EUR SPR 1   | BEL FEA 20  | BEL SPR 5 | ITA FEA 1 | ITA SPR 11  |            | 3º     | 63   |
| 2009      | Racing Engineering | ESP FEA Ret | ESP SPR 10  | MON FEA 4   | MON SPR 4   | TUR FEA 8  | TUR SPR 1  | GBR FEA 2  | GBR SPR 19 | GER FEA 7  | GER SPR 25  | HUN FEA 2  | HUN SPR 3   | VAL FEA 19 | VAL SPR Ret | BEL FEA 3   | BEL SPR Ret | ITA FEA 3   | ITA SPR 2 | ALG FEA 3 | ALG SPR 15  |            | 3º     | 63   |

### Resultados na Fórmula 1
| Temporada | Equipe        | Chassis      | Motor                  | 1       | 2       | 3      | 4       | 5      | 6       | 7      | 8      | 9      | 10      | 11      | 12     | 13     | 14      | 15     | 16     | 17      | 18     | 19     | Class. | Pts. |
| --------- | ------------- | ------------ | ---------------------- | ------- | ------- | ------ | ------- | ------ | ------- | ------ | ------ | ------ | ------- | ------- | ------ | ------ | ------- | ------ | ------ | ------- | ------ | ------ | ------ | ---- |
| 2010      | Virgin Racing | Virgin VR-01 | Cosworth CA2010 2.4 V8 | BAR Ret | AUS Ret | MAL 14 | CHN Ret | ESP 19 | MON Ret | TUR 19 | CAN 19 | EUR 17 | GBR Ret | ALE Ret | HUN 18 | BEL 17 | ITA Ret | SIN 15 | JAP NL | COR Ret | BRA NC | ABU 18 | 24º    | 0    |

### Resultados na Fórmula E
(Corridas em negrito indicam Pole Position; corridas em itálico indica volta mais rápida)
| Temporada | Equipe                    | Chassis                           | 1       | 2       | 3        | 4        | 5       | 6       | 7        | 8       | 9        | 10      | 11      | 12       | 13       | 14       | 15      | 16      | Class. | Pts. |
| --------- | ------------------------- | --------------------------------- | ------- | ------- | -------- | -------- | ------- | ------- | -------- | ------- | -------- | ------- | ------- | -------- | -------- | -------- | ------- | ------- | ------ | ---- |
| 2014–15   | Audi Sport ABT            | Spark-Renault SRT 01E             | PEQ 1   | PUT 2   | PDE 3    | BUE Ret  | MIA 9   | LBH 3   | MON 2    | BER DSQ | MOS 2    | LON 4   | LON 6   |          |          |          |         |         | 3º     | 133  |
| 2015–16   | ABT Schaeffler Audi Sport | Spark-ABT Schaeffler FE01         | PEQ 2   | PUT 1   | PDE 2    | BUE 3    | MEX DSQ | LBH 1   | PAR 1    | BER 3   | LON 4    | LON Ret |         |          |          |          |         |         | 2º     | 153  |
| 2016–17   | ABT Schaeffler Audi Sport | Spark-ABT Schaeffler FE02         | HKG 2   | MAR 5   | BUE 3    | MEX 1    | MON 2   | PAR Ret | BER 2    | BER 3   | NIO 4    | NIO 5   | MTR 1   | MTR 7    |          |          |         |         | 1º     | 181  |
| 2017–18   | Audi Sport ABT Schaeffler | Spark-Audi e-tron FE04            | HKG 17  | HKG 14  | MAR Ret  | SAN Ret  | MEX 9   | PDE 2   | ROM 2    | PAR 2   | BER 2    | ZUR 1   | NIO 1   | NIO 2    |          |          |         |         | 2º     | 144  |
| 2018–19   | Audi Sport ABT Schaeffler | Spark-Audi e-tron FE05            | DAR 9   | MAR 7   | SAN 12   | MEX 1    | HKG 2   | SNY 15  | ROM 7    | PAR 4   | MON Ret  | BER 1   | SUI 9   | NIO 5    | NIO 18†  |          |         |         | 3°     | 108  |
| 2019–20   | Audi Sport ABT Schaeffler | Spark-Audi e-tron FE06            | DAR 13  | MAR 2   | SAN 7    | MEX 6    | MAR 7   | BER 8   | BER 3    | BER 8   | BER 6    | BER 21  | BER 6   |          |          |          |         |         | 6°     | 77   |
| 2020–21   | Audi Sport ABT Schaeffler | Spark-Audi e-tron FE07            | DAR1 9  | DAR2 8  | ROM1 Ret | ROM2 Ret | VAL1 7  | VAL2 10 | MON 10   | PUE1 1  | PUE2 18  | NIO1 3  | NIO2 14 | LON1 6   | LON2 DSQ | BER1 1   | BER2 20 |         | 7°     | 87   |
| 2021–22   | ROKiT Venturi Racing      | Spark-Mercedes-EQ Silver Arrow 02 | DAR1 5  | DAR2 3  | MEX 12   | ROM1 11  | ROM2 8  | MON 6   | BER1 21† | BER2 4  | JAC 7    | MAR 5   | NIO1 2  | NIO2 Ret | LON1 9   | LON2 1   | SEU1 3  | SEU2 11 | 5°     | 126  |
| 2022–23   | Mahindra Racing           | Gen3-Mahindra M9Electro           | MEX 3   | DAR1 13 | DAR2 15  | ROM1 14  | CAP WD  | SAP 13  | BER1 11  | BER2 12 | MCO 12   | JAK1 14 | JAK2 14 | POR 7    | RME1 Ret | RME2 Ret | LDN1 6  | LDN2 11 | 15°    | 32   |
| 2023–24   | ABT Cupra Formula E Team  | Gen3-Mahindra M10Electro          | MEX Ret | DRH1 19 | DRH2 17  | SAP 13   | TOK Ret | MIS1 10 | MIS2 11  | MCO 11  | BER1 Ret | BER2 11 | SHA1 10 | SHA2 19  | POR1 11  | POR2 17  | LDN1 11 | LDN2 9  | 23°    | 4    |
| 2024–25   | Lola Yamaha ABT           | Gen3 Evo-Lola-Yamaha T001         | SAP Ret | MEX 20  | JED1 DSQ | JED2 16  | MIA     | MCO1    | MCO2     | TOK1    | TOK2     | SHA1    | SHA2    | JAK      | BER1     | BER2     | LDN1    | LDN2    | 22°*   | 0*   |

## Prêmios
| Ano  | Prêmio           | Categoria         | Resultado | Ref.            |
| ---- | ---------------- | ----------------- | --------- | --------------- |
| 2007 | Capacete de Ouro | Internacional     | Venceu    | [ 99 ]          |
| 2008 | Capacete de Ouro | Internacional     | Venceu    | [ 100 ]         |
| 2010 | Capacete de Ouro | Fórmula 1         | Finalista | [ 101 ]         |
| 2015 | Capacete de Ouro | Internacional Top | Finalista | [ 102 ]         |
| 2016 | Capacete de Ouro | Internacional Top | Venceu    | [ 103 ]         |
| 2017 | Capacete de Ouro | Fórmula E         | Venceu    | [ 104 ]         |
| 2018 | Capacete de Ouro | Fórmula E         | Venceu    | [ 105 ]         |
| 2019 | Capacete de Ouro | Fórmula Top       | Venceu    | [ 106 ]         |
| 2021 | Capacete de Ouro | Fórmula Top       | Venceu    | [ 107 ] [ 108 ] |
| 2023 | Capacete de Ouro | Fórmula Top       | Venceu    | [ 109 ]         |
| 2024 | Capacete de Ouro | Top               | Venceu    | [ 110 ] [ 111 ] |